# Радек Зеленка
Доктор Радек Зеленка (англ. Radek Zelenka) — персонаж научно-фантастического телесериала «Звёздные врата: Атлантида», которого играет Дэвид Найкл.
Блестящий учёный и инженер, вошедший в состав международной экспедиции на Атлантиду. Представляет здесь Чешскую республику (единственный часто появляющийся земной персонаж не из англосаксонского мира). Время от времени переходит (обычно ругаясь) на чешский язык. До миссии на Атлантиду преподавал в Масариковом университете.
Начиная с серии «38 минут», появлялся в большей половине эпизодов сериала, а также в серии «Проект Пегас» 10 сезона «Звёздных врат SG-1». Таким образом, он, наряду с майором Эваном Лорном, обходит всех остальных второстепенных персонажей по количеству появлений в сериале. Канадский актёр чешского происхождения Дэвид Найкл, воплотивший образ Радека, номинировался на Премию Лео в 2005 году за лучшую мужскую роль второго плана.

## Сюжет
На Атлантиде Радек Зеленка становится экспертом по технологиям Древних, особенно по падл-джамперам: он смог разобраться в системах управления, когда судно застряло во вратах (эпизод 104 «38 минут»), вместе с Родни МакКеем обнаружил, что крыша над отсеком джамперов расходится (эпизод S1E05 «Подозрение»), установил дистанционную связь между джампером и управляющим креслом (эпизод S1E20 «Осада. Часть 2»), реализуя предложение Шеппарда, смог превратить космический корабль в «подводную лодку» (эпизод S2E14 «Грейс под давлением»).
Сам доктор Зеленка не может управлять устройствами Древних, так как не обладает необходимым геном, даже после терапии Карсона Беккета (эпизод S1E13 «Горящая зона»).
Зеленка вместе с доктором МакКеем находит способ поднять щит над Атлантидой во время шторма (эпизод 110 «Шторм»).
Между Зеленкой и МакКеем наблюдается научное соперничество двух умных людей: они то вместе изобретают что-то и восхищаются друг другом, то имеют совершенно непримиримые точки зрения на отдельные вещи (разрушительное оружие Древних — эпизод 206 «Троица»). Причем Родни крайне болезненно относится к случаям, когда Зеленка оказывается прав.
Несмотря на всё это, изобретения Радека не раз спасали жизнь МакКею (эпизоды S2E04 «Дуэт» и S2E14 «Грейс под давлением»), за что тот его глубоко в душе уважает, однако произнести это вслух он смог только воображаемой Саманте Картер.
Радек любит полевую работу, ненавидит проход через Звездные Врата, соглашается на это только в крайних случаях (эпизоды S2E04 «Дуэт», S2E13 «Критическая масса» и S2E14 «Грейс под давлением»). Терпеть не может детей, особенно в таком большом количестве, как на планете M6G-677 (эпизод S2E13 «Критическая масса»).
Доктор Радек Зеленка часто злится из-за того, что к нему не относятся всерьёз. Он умнейший человек, но вынужден находиться в тени доктора МакКея, который однажды сказал, что глубоко в душе Радек понимает, что Родни «ветер под его крыльями».

## Разработка образа
Изначально Дэвид Найкл пробовался на роль русского учёного и упомянул своё славянское происхождение во время репетиций. В конце концов, игра актёра настолько понравилась продюсерам, что они не только решили сменить национальность его персонажа на чеха, но и вписали его роль в сценарий следующей серии — 105 «Подозрение». В дальнейшем он настолько вжился в общую атмосферу, что Атлантиду было невозможно представить без Зеленки — в результате, он оказывается одним из ключевых персонажей даже в 1 сезоне 15 серии: «Пока я усну», в которой представлен альтернативный вариант прибытия земной экспедиции на Атлантиду (в посвящённых этому же пилотных сериях героя Найкла не было).